# Judith Ellen Skog
Judith Ellen Skog (1944) es una botánica, pteridóloga, paleobotánica, taxónoma estadounidense, especialista en la familia de fanerógamas Cistaceae, con énfasis en Hudsonia.

## Biografía
Es la segunda de cuatro hijos de una familia de agricultores. Su hermano mayor es el botánico Laurence Edgar Skog. Realizó sus estudios en la Universidad Tufts, donde obtuvo su Bachelor of Arts en botánica. Ingresó a la Universidad de Connecticut, en Storrs donde obtuvo en 1968 su M.Sc.. Y el doctorado por la Universidad Cornell.
curadora, investigadora profesora emérita del Departamento de Ciencia y Política Ambiental, de la Universidad George Mason, desarrollando el Proyecto Avances de Digitalización de Biodiversidad y Colecciones.
Ha sido profesora visitante de la Universidad de Florida, en Gainesville.

## Investigaciones
Sus estudios se centran en las relaciones evolutivas de las pteridófitas indicadas en el registro fósil y por medio de análisis moleculares, con el objetivo final de los tiempos de aparición de grupos y su papel en los ambientes del pasado, así como las relaciones de los taxones existentes y extintos. Las filogenias sugeridas se prueban temporalmente, se apoyan en evidencia fósil. Ha hecho hincapié en los helechos del Cretáceo utilizando el Grupo Potomac local y el Grupo de Dakota. Otros estudios han incluido el Carbonífero Inferior, Devónico, y Triásico. Gran parte del trabajo es revisionista debido a la mejora de las técnicas de análisis tales como el análisis molecular, microscopía electrónica y análisis informático de caracteres. Poco a poco, este trabajo está dando lugar a una vista de las familias más primitivas en el Cretácico inferior, probablemente, en el papel de cubierta de la tierra, seguido de nuevas familias en el Cretácico Tardío en una posición menos dominante en el ambiente. Un trabajo reciente fue centrar en la integración de todos los datos: fósiles, morfológicos y moleculares, para dilucidar la posición y la importancia de las familias primitivas de helechos.

## Algunas publicaciones
- susan g. Stafford, james p. Collins, louis j. Gross, judith r. Skog, et al. 2012. 2012 Officers and Board of Directors. BioScience 62 (4)

- judith e. Skog, stephen g. Weller. 2011. Reflections on the role of publications by scientific societies in celebration of the 25th year for Acta Botanica Brasilica. Acta Botanica Brasilica 25(2): 253-254

- -----------------. 2010. The A.R.O.M.A. of Botany (2010 President-elect’s Address). Plant Science Bulletin 56 (3): 106-109

- b.a. Axsmith, judith e. Skog. 2009. A Triassic Mystery Solved - Fertile Pekinopteris auriculata. Abstracts Botanical Society of America 25-29: 002-98

- j.s. Metzgar, judith e. Skog, k.m. Pryer, e.a. Zimmer. 2008. The paraphyly of Osmunda is confirmed by phylogenetic analysis of seven plastid loci. Systematic Botany 33:31-36

- ----------------, -------------------, e.a. Zimmer, kathleen m. Pryer. 2006. Is Osmunda paraphyletic? Abstracts of meeting, Botanical Society of America 3: 40-3

- stephen e. Scheckler, judith e. Skog, harlan p. Banks. 2006. Langoxylon asterochlaenoideum Stockmans: anatomy and relationships of a fern-like plant from the Middle Devonian of Belgium. Review Palaeobotany and Palynology 142: 193-217

- ----------------------------, ------------------. 2004. Langoxylon asterochlaenoideum (Stockmans 1968): a fern-like plant from the Middle Devonian of Belgium. Botany 2004 Scientific Meeting Abstracts. St. Louis, MO p. 89

- patricia g. Gensel, judith e. Skog. 2004. A paleobotanical perspective on fundamental radiations in the pteridophytes. Botany 2004 Scienctific Meeting Abstracts. St. Louis, MO p. 26

- judith e. Skog, j.t. Mickel, r. Moran, m. Volovsek, e.a. Zimmer. 2004. Molecular studies of representative species in the fern genus Elaphoglossum (Dryopteridaceae) based on cp DNA sequences rbcL, trnL-F and rps4-trnS. International Journal Plant Sciences. 165:1-13

- -----------------. 2003. Funding opportunities for undergraduate education. Botany 2003 Scientific Meeting Abstracts, Mobile, AL.

- w.d. Tidwell, j.e. Skog. 2002. Three new species of Aurealocaulis (A. burgii sp. nov., A. dakotensis sp. nov., and A. nebraskensis sp. nov.) from South Dakota and Nebraska, USA. Palaeontographica B262:25-37

- c.l. Kelloff, j.e. Skog, l. Adamkewicz, c.r. Werth. 2002. Differentiation of eastern North American Athryrium filix-femina taxa: evidence from allozymes and spores. American Fern Journal 92: 185-213

- judith e. Skog, e.a. Zimmer, j.t. Mickel. 2002. Additional support for two subgenera of Anemia (Schizaeaceae) from data for the chloroplast intergenic spacer region trnL-F and morphology. American Fern Journal 92:119-130

- ------------------, j.t. Mickel, r. Moran, e.a. Zimmer. 2001. Phylogeny of Elaphoglossum based on two chloroplast genes. American Journal Botany

- ------------------. 2001. Biogeographic Distribution of Mesozoic leptosporangiate ferns related to extant ferns. Brittonia. 53: 236-269

### Libros
- j. McNeill, f.r. Barrie, h.m. Burdet, v. Demoulin, d.l. Hawksworth, k. Marhold, d.h. Nicolson, j. Prado, p.c. Silva, j.e. Skog, et al. (eds.) 2006. International Code of Botanical Nomenclature (Vienna Code). Adoptado por el 7º Congreso Internacional de Botánica en Viena, Austria, julio de 2005. Koeltz Scientific Books, Königstein, Alemania. [Regnum Vegetabile 146]

- w. Greuter, j. McNeill, f.r. Barrie, h.m. Burdet, v. Demoulin, t.s. Filgueiras, d.h. Nicolson, p.c. Silva, judith e. Skog, et al. 2000. International Code of Botanical Nomenclature. Koeltz Scientific Books. Konigstein, Alemania

## Honores

### Membresías[9][10]
- 1976 - American Fern Society, y tesorera 1977-1983, 1986-1987 - vicePta. 1988-1989 - Pta.; 1990-2009 - representante AIBS; 2006-2009 – miembro del Consejo
- 1977 - Paleobotanical Section, Sociedad Botánica de América, 1982-1985 supervisora de elecciones, Pta en 1985, 1988- sección pteridológica; 1989-1990 - cátedra, sección paleobotánica; 2009-2010 miembro del Consejo
- 1979-1980 - Botanical Society of Washington
- 1983-1986 - Comité Editorial American Journal of Botany , Bot. Soc. Amer.
- 1984 - comité de galardones, BSA Paleobotanical Section
- 1987- IAPT Committee for Fossil Plants (1993-2005, secretaria; 2005 – 2009, catedrática)
- 1993-1996 - comité organizador del IOP international meeting
- 1995-1996 - Presidenta del Comité de Premios Financiero de la Conferencia IOP
- 1997, 2004 - comité nominador AIBS
- 1997, 2004 - BSA Paleobotany Section Nominating Committee
- 1997 - 2004 - IAPT Committee on Names in Current Use
- 1998 - 1999 AIBS Publications Committee (Chair, 1999)
- 1998 - 1999 BSA Pteridological Section Nominating Committee
- 1999 - comité editorial, International Code for Botanical Nomenclature
- 2005 – Nominating Committee for AIBS

- Portal:Biografías. Contenido relacionado con Botánica.
- Portal:Biología. Contenido relacionado con Taxonomía.